# Meriwether Lewis Randolph
Meriwether Lewis Randolph (* 10. Januar 1810 auf Monticello bei Charlottesville, Virginia; † 24. September 1837 im Clark County, Arkansas) war ein US-amerikanischer Pflanzer, Landspekulant und Politiker.

## Leben
Meriwether Lewis Randolph war das neunte Kind und der vierte Sohn von Thomas Mann Randolph und Martha Jefferson Randolph, Tochter des dritten US-Präsidenten Thomas Jefferson. Am 9. April 1835 heiratete er Elizabeth Martin, eine Großnichte vom damaligen siebten US-Präsidenten Andrew Jackson. Sie hatten einen Sohn, den sie Lewis Jackson Randolph (1836–1840) nannten.
Randolph erhielt eine klassische Bildung und er studierte von 1829 bis 1831 Rechtswissenschaft, Moralphilosophie und Naturphilosophie auf der University of Virginia, die im Jahre 1819 auf Betreiben seines Großvaters Thomas Jefferson gegründet wurde.
Im Jahre 1829 ging Randolph als Student nach Washington, D.C., die Hauptstadt der USA. Durch seine Verwandtschaft mit Thomas Jefferson wurde der damalige US-Präsident Andrew Jackson auf ihn aufmerksam. Jackson wurde Randolphs Mentor und Förderer. Randolph war kurz im Außenministerium der Vereinigten Staaten tätig und 1833 einer der Leiter von Jacksons Amtseinführungsball nach dessen Wiederwahl von 1832.

### Politik
Schließlich entschied sich Randolph für eine Karriere an der Westgrenze. Am 23. Februar 1835 ernannte Präsident Jackson ihn zum Secretary of State des Arkansas-Territoriums. Dieses Territorium war ein Teil des Louisiana-Territoriums, welches sein Großvater Thomas Jefferson im Jahre 1803 als US-Präsident von den Franzosen erwarb (Louisiana Purchase). Randolph hielt diesen Posten bis zum 15. Juni 1836, als Arkansas ein US-Bundesstaat wurde.

### Landspekulant und Pflanzer
Im Arkansas-Territorium wurde Landspekulation das lukrativste Geschäft. Die fruchtbaren Böden und die leichte Zugänglichkeit durch Dampfschiffe dank des Ouachita River machten den Staat Arkansas geeignet für die Errichtung von Baumwollplantagen. Nach dem Ende von Randolphs Amtszeit als Secretary of State im Jahre 1836 machte Andrew Jackson durch mehrere Briefe Randolph mit interessierten Kapitalisten aus der Ostküste bekannt, die in Land investieren wollten. Randolph wurde für sie als Agent tätig und kaufte tausende von Acres Land in verschiedene Countys.
Mit dem verdienten Geld kaufte sich Randolph im Jahre 1836 im Südosten von Clark County selbst 6.000 Acres Land. Im Jahre 1837 kaufte er sich 4.229 Acres hinzu. Im Sommer 1837 kultivierte er 300 Acres und baute eine Dogtrot-Hütte, in der er, seine Frau Elizabeth und sein Sohn Lewis lebten. Randolph plante auf seiner Plantage den Bau eines großen Hauses nach dem Vorbild seines Großvaters Thomas Jefferson in Monticello. Seine erste Ernte war Baumwolle.

## Tod
Im September 1837 begab sich Randolph auf eine zweiwöchige Reise, um Vorrat für den Winter zu holen. Er erkrankte nach einem dauerhaften Regenfall und starb am 24. September 1837 an Malaria. Da er kein Testament hinterließ, musste seine Frau Elizabeth zusammen mit ihrem Sohn Lewis nach Tennessee zurückkehren. Randolphs über 10.000 Acre große Baumwollplantage wurde aufgelöst. Er wurde dort begraben. Im Jahre 1960 stifteten ihm die „Daughters of the American Colonists“ einen Gedenkstein.